# Carlos de Pena
Carlos María de Pena Bonino (ur. 11 marca 1992 w Montevideo) – urugwajski piłkarz występujący na pozycji środkowego, ofensywnego lub bocznego pomocnika.

## Kariera piłkarska
Wychowanek klubów La Estacada, Mirador Rosado i Nacional. W 2012 roku rozpoczął karierę piłkarską w drużynie Nacionalu. Latem 2015 został zaproszony do Middlesbrough, skąd został wypożyczony w 2017 do Realu Oviedo. Na początku 2018 wrócił do Nacionalu. 10 kwietnia 2019 podpisał kontrakt z ukraińskim Dynamem Kijów.